# Río Grubeyu (afluente del Niyayu)
El río Grubeyu es un río de Siberia en Rusia, afluente de 59 km del Niyayu, que es un afluente del Julga/Liapin en la cuenca del Obi. Discurre por las tierras bajas, planas, y escasamente pobladas del noroccidente del raión de Beriózovo en el distrito autónomo Janti-Mansi, en el extremo noroccidental de la Llanura de Siberia Occidental. Nace cerca de la frontera con la República de Komi, opuesto a las fuentes del Nesiegan al otro lado de la frontera. Corre primero en sentido suroeste, después hacia al noroeste para unirse con el Niyayu. En este último tramo, 16 kilómetros de su desembocadura, recibe el Kozveriol de la derecha y el Igvaniol de la izquierda.